# Angern
Angern é um município da Alemanha, situado no distrito de Börde, no estado de Saxônia-Anhalt. Tem 64,21 km² de área, e sua população em 2019 foi estimada em 1.978 habitantes.